# Верхняя Хохловка (деревня)
Верхняя Хохловка — деревня в Пермском районе Пермского края. Входит в состав Хохловского сельского поселения.

## Географическое положение
Деревня расположена в правобережной части Пермского района, на берегу Камского водохранилища, примерно в 7,5 км к северо-западу от административного центра поселения, деревни Скобелевка.

## Население
| 2010 |
| ---- |
| 4    |

## Улицы
- Верхняя Хохловка сад.
- Дачная ул.
- Казачий мыс ул.
- Мирный пер.
- Прибрежная ул.
- Спокойный пер.

## Топографические карты
- Лист карты O-40-65 Пермь. Масштаб: 1 : 100 000. Издание 1979 г.